# Robert Lach (compositeur)
Pour les articles homonymes, voir Lach.
Robert Lach, né à Vienne (Autriche) le 29 janvier 1874 et mort à Salzbourg (Autriche) le 11 septembre 1958, est un poète, compositeur et musicologue autrichien.

## Biographie
Robert Lach étudie au conservatoire de la Société philharmonique de Vienne chez Robert Fuchs, Richard Wallaschek (de) et Guido Adler puis obtient son doctorat en philosophie à l'université de Prague en 1902.
En 1911, Lach est nommé directeur de la section de musique de la Bibliothèque nationale autrichienne à Vienne et professe la musicologie comparée à partir de 1920 à l'université de Vienne. Ses recherches portent notamment sur le drame musical wagnérien. Ses compositions relèvent du post-romantisme.        

### Antisémitisme
Selon Kurt Ehrenberg, qui a traité les notes autobiographiques de son beau-père Othenio Abel, Lach était membre du "Bärenhöhle", un groupe secret universitaire antisémite.
Dans une lettre de 1933, il écrivit « Qui aurait osé espérer il y a trois ans que le pouvoir du judaïsme serait brisé si soudainement et si vite qu'il l'est maintenant, Dieu merci, du moins en Allemagne... » et, la même année « J'ai récemment acheté le Handbuch der Judenfrage et j'étais heureux d'y trouver votre contribution (...) En passant, je voudrais me permettre d'attirer votre attention sur certains juifs que vous avez oubliés à Vienne (...) : le directeur de l'opéra de la cour, Dr. Lothar Wallerstein, puis la juive Margarete Wallmann, qui est venue à Vienne il y a quelques mois et a bien sûr fini à l'Opéra de la Cour, ainsi que le Kapellmeister [Karl] Alwin, [Hugo] Reichenberger et [Josef] Krips, tous des pires juifs « cultivés » ! En général, l'opéra est désormais totalement juif sous le fameux régime de Clemens Krauss ; pas un chef d'orchestre ou un réalisateur aryen ! Krauss est totalement un serviteur juif de la pire espèce ! N'est-il pas juif lui-même ? ... Arthur Haas ..., l'un des Juifs les plus dégoûtants et les plus horribles que l'on puisse imaginer ». 
Lach a également retardé la nomination d'Egon Wellesz en raison de motifs racistes et a rejeté Paul Nettl comme critique parce qu'il était un « juif à part entière de la classe la plus pure ».

## Œuvre
Son travail, en tant que compositeur, va du lied aux grandes productions pour orchestre et chœur. Il compose de nombreuses musiques de chambre (sonates, trios, quatuors, etc.).